# Гуанджун
Гуанджун (на китайски: 關中; на пинин: Guānzhōng) е историческа област в централен Китай, заемаща долната част от басейна на река Уей.
Името „Гуанджун“ означава буквално „сред проходите“ и разграничава областта от разположената зад планините на изток от прохода Хангу и планината Лунмън Севернокитайска равнина (Гуандун, „на изток от прохода“). Гуанджун е историческото ядро на княжеството Цин, което през III век пр.н.е. за пръв път обединява Китай в единна империя. През следващите столетия областта продължава да играе ключова роля в китайската история, като тук е разположен Чанан, столицата на няколко династии.